# Queda que as mulheres têm para os tolos
Queda que as mulheres têm para os tolos (em francês, De l'amour des femmes pour les sots) é um ensaio satírico de autoria do escritor e advogado belga Victor Hénaux, publicado no final da década de 1850. Este livro ficou famoso no Brasil com uma tradução de Machado de Assis, publicada na revista A Marmota, em série, sem qualquer indicação de autor, de tradutor ou sequer de que se tratasse de uma tradução, entre abril e maio de 1861.  Neste mesmo ano foi publicada uma versão impressa em livro, que mencionava o escritor brasileiro como tradutor, mas não se referia ao texto nem ao autor originais. Tais lapsos fizeram com que boa parte da crítica da obra de Machado de Assis considerasse o texto como um original, incluindo-o como tal em suas obras completas, não raramente no volume de seu teatro completo, apesar de não se tratar em absoluto de um texto teatral.

## Conteúdo
Neste breve ensaio, argumenta-se que os homens tolos teriam mais facilidade em conquistar as mulheres, devido à sua desenvoltura, garantida por sua superficialidade e indiferença naturais. Os homens de espírito, isto é, os inteligentes ou sábios (logo no início o autor cita uma lista de personalidades históricas que entrariam nesta categoria: "Alcibíades, Sócrates, Platão, Turenne, La Rochefoucauld, Racine e Molière"), estes teriam uma dificuldade natural de se aproximar da mulher amada, devido à sua timidez e caráter essencialmente introspectivo.

## Polêmica da autoria
Este texto sempre dividiu a crítica machadiana. Mário de Alencar, na sua advertência às obras completas de Machado de Assis de 1910 já listava este texto como tradução, sem mais detalhes, ainda que o colocasse, por engano, entre a produção teatral do autor. Outros críticos, como Lúcia Miguel Pereira e Afrânio Peixoto, levados pelos lapsos das primeiras edições, e pelo fato de o original ser um texto que caiu em esquecimento, consideraram a Queda como original. Porém, o pesquisador Jean-Michel Massa propõe, já em 1969, que este texto se trataria de uma tradução, e o liga mesmo ao de Hénaux. Uma edição da Queda preparada por Oséias Ferraz menciona essa pesquisa, mas não traz à luz o texto original. Em 2008, a Edunicamp (editora da Unicamp) lança uma edição organizada por Ana Cláudia Suriani da Silva e Eliane Fernanda Cunha Ferreira que põe fim à polêmica: trata-se de uma edição bilíngüe, tornando finalmente acessível o texto de Hénaux e permitindo a comparação que demonstra ser o texto de Machado de Assis, de fato, uma tradução.

## Influência na obra de Machado de Assis
A Queda que as mulheres tem para os tolos também foi considerado erroneamente o texto de estréia do escritor quando jovem; consideração também enganosa independentemente da questão da autoria, uma vez que lhe é atribuído um soneto publicado em 1854.

Contudo, para além da polêmica sobre a originalidade do texto, aceita-se que ele tenha profundas afinidades com a famosa concepção pessimista que o autor tinha da sociedade. Diz-se mesmo que a Queda teria fornecido a inspiração para compor a peça Desencantos, que teria afinidades com Ressurreição, romance posterior, e por conseqüência, com Dom Casmurro, considerado seu principal romance.